# Episodi di Young Justice (seconda stagione)
La seconda stagione della serie animata Young Justice, sottotitolata Invasion, è stata trasmessa in prima visione negli Stati Uniti dal 28 aprile 2012 dal canale Cartoon Network, fino al 16 marzo 2013.
La seconda stagione è stata rilasciata come due diversi cofanetti da due dischi contenenti 10 episodi ciascuno: la prima parte della seconda stagione è chiamata Young Justice: Invasion Destiny Calling, ed è stata rilasciata il 22 gennaio 2013 mentre la seconda parte è intitolata Young Justice: Invasion Game of Illusions ed è stata messa in vendita il 16 luglio 2013. La seconda stagione, Invasion, è uscita sempre il 18 novembre 2014.
| n. | Titolo originale | Titolo italiano              | Prima TV USA      |
| -- | ---------------- | ---------------------------- | ----------------- |
| 1  | Happy New Year   | Felice anno nuovo            | 28 aprile 2012    |
| 2  | Earthlings       | Amori intergalattici         | 5 maggio 2012     |
| 3  | Alienated        | L'esplosione                 | 12 maggio 2012    |
| 4  | Salvage          | Missione salvataggio         | 19 maggio 2012    |
| 5  | Beneath          | Missione alfa                | 26 maggio 2012    |
| 6  | Bloodlines       | Viaggio nel tempo            | 2 giugno 2012     |
| 7  | Depths           | Abissi                       | 9 giugno 2012     |
| 8  | Satisfaction     | Una nuova identità           | 29 settembre 2012 |
| 9  | Darkest          | Il dubbio                    | 6 ottobre 2012    |
| 10 | Before the Dawn  | Esperimenti genetici         | 5 gennaio 2013    |
| 11 | Cornered         | L'ascesa dei cavalieri       | 12 gennaio 2013   |
| 12 | True Colors      | Gli scarabei                 | 19 gennaio 2013   |
| 13 | The Fix          | Il rapimento di Miss Martian | 26 gennaio 2013   |
| 14 | Runaways         | I fuggitivi                  | 2 febbraio 2013   |
| 15 | War              | Strana alleanza              | 9 febbraio 2013   |
| 16 | Complications    | Padri e figli                | 16 febbraio 2013  |
| 17 | The Hunt         | Il disegno di Luthor         | 23 febbraio 2013  |
| 18 | Intervention     | Il potere della magia        | 2 marzo 2013      |
| 19 | Summit           | Ologramma                    | 9 marzo 2013      |
| 20 | Endgame          | La rivincita degli eroi      | 16 marzo 2013     |

## Felice anno nuovo
- Titolo originale: Happy New Year
- Diretto da: Tim Divar
- Scritto da: Greg Weisman

### Trama
Cinque anni dopo la squadra ha guadagnato nuovi membri (Blue Beetle, Beast Boy, Bumblebee, Lagoon Boy, Wonder Girl, Batgirl e Mal Duncan) con Tim Drake come nuovo Robin, l'ex Robin è diventato Nightwing, mentre Rocket e Zatanna sono state ammesse nella Justice League. Dopo che il cacciatore di taglie intergalattico Lobo attacca la sede delle Nazioni Unite, rivelando che il segretario generale Tseng è un alieno sotto mentite spoglie, alla Torre di Guardia, Adam Strange segnala che gli alieni hanno rubato la tecnologia Zeta del pianeta Rann e la stanno usando per invadere la Terra. SuperBoy, Miss Martian e Beast Boy vengono inviati su Rann, mentre Robin, Blue Beatle e Lagoon Boy devono scovare gli alieni sulla Terra e liberare gli ostaggi umani.

## Amori intergalattici
- Titolo originale: Earthlings
- Diretto da: Doug Murphy
- Scritto da: Nicole Dubuc

### Trama
Superboy, Miss Martian e Beast Boy arrivano su Rann con Adam Strange per fermare l'invasione dei gremlins alla fonte. Essi vengono assistiti da Alanna e Sardath (Viene rivelato che Beast Boy è Garfield Logan e che sua madre è stata uccisa da Queen Bee). Dopo la battaglia, Miss Martian scopre la verità su ciò che i sei membri della Justice League hanno fatto cinque anni fa durante le 16 ore in cui erano controllati mentalmente dai chip di Vandal Savage.
- Ascolti USA: telespettatori 1 853 000[3]

## L'esplosione
- Titolo originale: Alienated
- Diretto da: Mel Zwyer
- Scritto da: Kevin Hopps

### Trama
Miss Martian condivide quello che ha scoperto sui sei membri della Justice League durante le 16 ore mancanti, hanno attaccato una galassia facendo conoscere a diverse razze aliene la loro esistenza. Più tardi, sonda nella mente di un alieno Kroloteano catturato e scopre l'ubicazione della loro base sulla Terra. I membri della Justice League e della Squadra vengono scoperti e ne consegue una lotta, durante la quale il nemico si rivela essere Aqualad, che ha tradito i suoi compagni incolpandoli per la morte della sua amata Thula, e in seguito alla scoperta che Black Manta è il suo vero padre. Durante la fuga Aqualad fa detonatore una bomba che distrugge l'isola con i Kroloteani rimasti al suo interno, nonostante Superman abbia cercato di convincerli a salvarsi.
- Ascolti USA: telespettatori 1 761 000[3]

## Missione salvataggio
- Titolo originale: Salvage
- Diretto da: Tim Divar
- Scritto da: Greg Weisman

### Trama
Wally West (che ha smesso i panni del supereroe insieme alla sua fidanzata Artemis), Jim Harper, Nightwing, Freccia Verde e Black Canary ritrovano Freccia Rossa, caduto in depressione nel corso della sua ricerca non riuscita per ritrovare l'originale Roy Harper, ma Freccia Rossa non intende farsi aiutare fino a quando non avrà portato a termine la sua missione; quando sembra arrivato al limite nel suo appartamento si presenta Cheshire (che ha sposato) con la loro figlia neonata informandolo che ha trovato un indizio su dove possa trovarsi il vero Speedy. Intanto Superboy, Wolf e Blue Beetle, seguono le tracce del leader dell'Intergang, Bruno Mannheim, che sta rianimando dei golem alieni grazie alla tecnologia di Apokolips. Il golem formato da quattro parti di metallo, roccia, legno e cristallo si dimostra immune a ogni attacco ma grazie ai poteri dello scarabeo Blue Beetle riesce a comprendere il suo linguaggio ma prima che possano aiutarlo due misteriose figure lo distruggono.
- Ascolti USA: telespettatori 2 037 000[3]

## Missione alfa
- Titolo originale: Beneath
- Diretto da: Doug Murphy
- Scritto da: Brandon Vietti

### Trama
Blue Beetle sta cercando il suo amico Tye, recentemente scappato di casa, ma il ragazzo viene rapito prima che Jaime possa contattarlo. Una visita a casa di Tye conduce Jaime a credere che il fidanzato di sua madre sia responsabile della scomparsa invece la sua ipotesi si rivela un buco nell'acqua. Nel frattempo, Batgirl, Wonder Girl, Miss Martian e Bumblebee sono in rotta verso Bialya. Le ragazze scoprono un magazzino sotterraneo dove in diverse capsule sono rinchiusi dei giovani fuggiaschi, che vengono trasportati su un aereo, custodito da Psi-Mon, Ice Jr, Mammut, Shimmer e Devastation. Alla fine le ragazze riescono a sconfiggere Psi-Mon, Ice Jr, Mammut, Shimmer e Devastation ma i ragazzi salvati sono solo una parte del carico che Queen Bee deve consegnare al loro misterioso alleato e tra di loro c'è anche Tye.

## Viaggio nel tempo
- Titolo originale: Bloodlines
- Diretto da: Mel Zwyer
- Scritto da: Peter David

### Trama
Alla base della squadra appare un ragazzino iperattivo che sostiene di essere un viaggiatore del tempo e nipote dell'attuale Flash (Barry Allen) che si presenta a casa di suo nonno a cui rivela più aneddoti di quanti dovrebbe (come il fatto che i figli che stanno aspettando sono dei gemelli). Impulso (Bart Allen) aiuta poi Flash e Kid Flash a salvare Central City dall'attacco di Neutron, che nel futuro da quale Impulse viene mostra come non abbia più i poteri, purtroppo sembra che il resto del futuro non sia cambiato, ciò vuol dire che il cambiamento non era stato scatenato da Neutron. Nel frattempo, Freccia Rossa e Cheshire si recano nella base della Lega delle Ombre, in Tibet, dove ritrovano e liberano finalmente l'originale Roy Harper.
- Ascolti USA: telespettatori 1 944 000[3]

## Abissi
- Titolo originale: Depths
- Diretto da: Tim Divar
- Scritto da: Kevin Hopps

### Trama
Su richiesta di Nightwing, Artemis partecipa ad una missione della squadra per garantire il lancio di un satellite destinato a rafforzare le relazioni fra la Terra e Marte, ma Black Manta ha inviato Aqualad e i suoi uomini per distruggerlo. Durante la battaglia Lagoon Boy, a causa del suo astio nei controfronti di Superboy, attacca i nemici senza strategia e viene catturato, mentre Nightwing e Artemis affrontano l'assalto di terra. I due si trovano davanti il loro ex amico Aqualad, che non riesce a distruggere il razzo, ma uccide Artemis con la sua spada dell'acqua. Alla fine il razzo esplode lo stesso a causa di una bomba precedentemente piazzata al suo interno da Black Manta, e i giovani eroi non sono in grado di salvare la loro amica caduta. più tardi viene mostrato che in realtà la morte di Artemis era solo una messa in scena (di cui solo Wally, Nightwing, Aqualad e la stessa Artemis sono a conoscenza) e che dopo aver dato ad Artemis un gioiello magico che nasconde la sua vera identità quest'ultima parte con Aqualad.
- Ascolti USA: telespettatori 1 890 000[3]

## Una nuova identità
- Titolo originale: Satisfaction
- Diretto da: Doug Murphy
- Scritto da: Greg Weisman

### Trama
Roy Harper dopo il suo risveglio si sente pieno di rabbia e risentimento, in parte con Freccia Verde per non aver capito che lo Speedy che è cresciuto con lui per otto anni era un clone, cerca vendetta contro Lex Luthor, che ha rovinato la sua vita il giorno in cui è stato rapito durante un appostamento alla LexCorp. Inizialmente Roy cerca di uccidere subito Luthor con un bazooka per poi affrontare la sua guardia del corpo nel parcheggio. Dopo uno scontro Lex propone un patto: in cambio della sua vita, Luthor dà a Roy un braccio cibernetico per sostituire quello che ha perso. Freccia Verde e Freccia Rossa arrivano troppo tardi per scongiurare la battaglia, e vengono informati da un soddisfatto Roy che da oggi ha deciso di farsi chiamare Arsenal.
- Ascolti USA: telespettatori 1 796 000[3]

## Il dubbio
- Titolo originale: Darkest
- Diretto da: Mel Zwyer
- Scritto da: Jon Weisman

### Trama
Aqualad, Tigress (Artemis travestita), Ice Jr. e i Gemelli Terror vengono inviati da Black Manta a catturare Blue Beetle, ma sono ostacolati dall'interferenza di Impulso. Tuttavia, un dispositivo di tracciamento rubato da Aqualad durante il combattimento, disattiva tutta la sicurezza del Monte Giustizia. Catturati Beast Boy, Blue Beetle e Impulso, Aqualad ordina a Tigress di far detonare una bomba (che assomiglia a quella che è scoppiata sull'isola di Malina). Per fortuna Nightwing, Wolf e Superboy insieme a Sfera riescono a salvarsi mentre i ragazzi catturati vengono condotti in una base aliena assieme a tutti i ragazzi scomparsi.
- Ascolti USA: telespettatori 1 982 000[3]

## Esperimenti genetici
- Titolo originale: Before the Dawn
- Diretto da: Tim Divar
- Scritto da: Kevin Hopps

### Trama
Nightwing conduce la squadra in missione per salvare i suoi membri catturati dal nuovo partner della Luce: una razza aliena conosciuta come i Cavalieri. Aqualad viene a sapere che gli adolescenti sono stati rapiti al fine di testare la capacità di un essere umano a sviluppare super poteri. Mentre è prigioniero, Blue Beetle origlia le intenzioni dei suoi carcerieri, intenti a rimuovere il suo scarabeo anche costo della sua vita. Impulso lo libera, e Blue si trova faccia a faccia con un agente chiamato Black Beetle. Nel frattempo Miss Martian incontra Aqualad per la prima volta dalla morte di Artemis e telepaticamente lo attacca, scoprendo la verità sul loro stato di agenti doppi che lascia Aqualad in uno stato di coma psichico e la stessa Miss Martian sotto shock. Alla fine dopo una battaglia i ragazzi vengono salvati e portati in salvo.
- Ascolti USA: telespettatori 1 773 000[3]

## L'ascesa dei cavalieri
- Titolo originale: Cornered
- Diretto da: Doug Murphy
- Scritto da: Nicole Dubuc

### Trama
Despero, su consiglio del suo servitore robot L-Ron, mette gli occhi sui campioni della Terra. Attacca quindi il Palazzo di Giustizia, mentre i membri della squadra che vivevano nella grotta stavano requisendo i loro affetti personali. Dopo un duro scontro i ragazzi riescono a sconfiggere L-Ron ma a caro prezzo perché l'ambasciatore dei Cavalieri rivela l'esistenza della Torre di Guardia in orbita sopra la terra. Altrove, Capitan Atom assiste ad un incontro privato con l'ambasciatore dei Cavalieri e Black Canary intervista i membri della squadra e gli adolescenti rapiti dagli alieni, per scoprire lo scopo del loro rapimento. Blue Beetle alla fine decide di rivelare loro cosa potrebbe accadere in futuro a causa dello scarabeo che ha sulla schiena e chiedo loro di aiutarli a rimuoverlo.
- Ascolti USA: telespettatori 1 596 000[3]

## Gli scarabei
- Titolo originale: True Colors
- Diretto da: Mel Zwyer
- Scritto da: Paul Giacoppo

### Trama
Bumblebee e Atom si introducono nel corpo di Blue Beatle per rimuovere dal suo corpo lo scarabeo ma le difese del macchinario si rivelano troppo forti e sono costretti a ritirarsi. Nel frattempo dopo gli ultimi eventi i Reach con le loro azioni hanno fatto sì che la gente desse più fiducia a loro che alla Justice League, ma Nightwing non è convinto e invia Robin, Blue Beetle, Impulso e Arsenal a Smallville sotto copertura, per indagare su misteriosi additivi delle colture in fase di sperimentazione della LexCorp con la nuova partnership dei Cavalieri. Scoperti per colpa dell'avventatezza di Arsenal, i membri della squadra finiscono per combattere Black Beetle, ma vengono salvati da Green Beetle, un marziano entrato in simbiosi con uno scarabeo come Blue Beetle, e che ora vuole contribuire a fermare i Cavalieri.
- Ascolti USA: telespettatori 1 982 000[3]

## Il rapimento di Miss Martian
- Titolo originale: The Fix
- Diretto da: Tim Divar
- Scritto da: Greg Weisman

### Trama
Tigress (Artemis) interviene prima che Psi-Mon possa entrare nella mente di Aqualad e scoprire il loro segreto; con la scusa che Miss Martian sia l'unica che possa salvarlo convince Black Manta a rapirla, al fine di costringerla a riparare il danno che ha fatto, e questi ordina a Deathstroke di accompagnarla. Nel frattempo Green Beetle avverte la squadra che la bevanda di energia creata dai Cavalieri e dalla LexCorp contiene sostanze chimiche che se assunta in continuazione renderà le future generazioni la popolazione tossicodipendente e incapaci di rivoltarsi. Blue Beetle teme che se non si libererà del controllo del suo scarabeo potrebbe tradire la squadra, come Impulso gli aveva annunciato, e chiede aiuto a Green Beetle che dopo un trattamento riesce a liberarlo.
- Ascolti USA: telespettatori 1 935 000[3]

## I fuggitivi
- Titolo originale: Runaways
- Diretto da: Doug Murphy
- Scritto da: Kevin Hopps

### Trama
Quattro ragazzi con super poteri, Virgil Hawkins, Tye Longshadow, Asami "Sam" Koizumi ed Eduardo "Ed" Dorado Jr, fuggono dai laboratori Star. Nightwing invia Blue Beetle per rintracciarli e Jaime rivela loro la sua identità segreta al fine di portarli dalla sua parte. Nel frattempo, gli Star Labs vengono attaccati da Vulcano Rosso, intenzionato a rubare le parti del corpo dell'androide Amazo. Purtroppo durante la battaglia, benché i ragazzi dimostrino di essere in grado di controllare le loro abilità, Blue Beetle si dimostra più concentrato a sconfiggere Vulcano Rosso che a salvare le persone degli Star ottenendo soggezione dai quattro ragazzi ma apprezzamento da parte dell'opinione pubblica. Alla fine si scopre che il trattamento che Green Beatle aveva precedentemente eseguito su Blue Beetle non l'ha liberato dal controllo ma lo ha invece attivato rendendolo la pedina sotto il controllo dei Reach mentre l'attacco agli Star da parte di Vulcano Rosso era opera di Lex Luthor per ottenere la fiducia dei ragazzi.
- Ascolti USA: telespettatori 2 123 000[3]

## Strana alleanza
- Titolo originale: War
- Diretto da: Mel Zwyer
- Scritto da: Jon Weisman

### Trama
La Justice League e Nightwing scoprono che un satellite conosciuto come il "Mondo Guerra" si sta avvicinando alla Terra. La terribile arma di distruzione è guidata dall'ex dittatore Mongul, intenzionato a distruggere il pianeta. Mongul apre il fuoco sulla Terra, e mentre la Justice League interviene e distrarlo, la squadra si infiltra nel satellite. Bumblebee riesce a re-indirizzare il potere di Mongul contro se stesso, ma Blue Beetle tradisce la squadra e si impossessa della chiave che aziona il satellite per consegnarla ai Cavalieri.
- Ascolti USA: telespettatori 1 987 000[4]

## Padri e figli
- Titolo originale: Complications
- Diretto da: Tim Divar
- Scritto da: Kevin Hopps

### Trama
Nightwing arriva sul "Mondo Guerra" per indagare sulla scomparsa della squadra, ma Blue Beetle copre le sue tracce insistendo sul fatto che un boomdotto si è aperto e ha risucchiato tutti tranne se stesso. Nel frattempo, Tigress (Artemis), Miss Martian e Aqualad stanno temporeggiando per cercare di capire come salvare la vita di Megan, dopo che Black Manta le ha dato un ultimatum di 24 ore per finire il suo compito e curare la psiche del figlio. Aqualad e Miss Martian vengono però attaccati da Cheshire, che si è infiltrata nella base sottomarina con Sportmaster, per vendicare la sorella Artemis che crede morta.
- Ascolti USA: telespettatori 1 993 000[5]

## Il disegno di Luthor
- Titolo originale: The Hunt
- Diretto da: Doug Murphy
- Scritto da: Brandon Vietti

### Trama
Lex Luthor incoraggia i Runaways a salvare la squadra, prigioniera sul Mondo Guerra, fornendo loro una scatola che li trasporta nello spazio. anche Arsenal sta cercando di liberare i suoi compagni, e quando Black Beetle attacca i Runaways, Roy interviene e riesce a liberare Mongul nella conseguente battaglia. Nella confusione, Deathstroke ruba la chiave di attivazione del Mondo Guerra.
- Ascolti USA: telespettatori 1 990 000[6]

## Il potere della magia
- Titolo originale: Intervention
- Diretto da: Mel Zwyer
- Scritto da: Peter David

### Trama
Blue Beetle è diventato l'eroe-immagine dei Cavalieri sconfiggendo il Giocattolaio a Metropolis. Il ragazzo viene però aggredito da Batgirl e Impulso, che agiscono come esche mentre Zatanna e Rocket riescono ad imprigionarlo in un campo di forza e sottometterlo con la magia. I quattro eroi portano Jaime alla caverna sotterranea degli scarabei alieni in Bialya, dove Zatanna esegue un incantesimo per liberare Jaime e Green Beetle dal controllo mentale dei Cavalieri.
- Ascolti USA: telespettatori 2 045 000[7]

## Ologramma
- Titolo originale: Summit
- Diretto da: Tim Divar
- Scritto da: Greg Weisman

### Trama
La Luce indice un vertice con i Cavalieri per discutere l'avanzata dei loro piani. Quando le tensioni tra i due gruppi iniziano a venire alla ribalta, Ra's Al Ghul si accorge del gioiello magico che cela le vere spoglie di Tigress, e Deathstroke uccide i traditori Artemis e Aqualad. Tuttavia, un ologramma registrato da Aqualad rivela ai Cavalieri come la Luce aveva intenzione di tradirli e questo scatena una battaglia tra i due gruppi. Aqualad e Artemis improvvisamente rinvengono, e Deathstroke si scopre essere un travestimento di Miss Martian (che ha preso il suo posto prima dell'inizio del vertice). L'arrivo poi della Squadra e Kid Flash rovescia le sorti della battaglia, mentre Vandal Savage e Klarion fuggono sul Mondo Guerra, di cui precedentemente avevano sottratto la chiave di attivazione a Black Beetle.
- Ascolti USA: telespettatori 1 858 000[8]

## La rivincita degli eroi
- Titolo originale: Endgame
- Diretto da: Doug Murphy
- Scritto da: Kevin Hopps

### Trama
Mentre Superboy e Miss Martian portano al tribunale spaziale le prove che la Justice League non è colpevole, sulla Terra i Cavalieri attivano venti dispositivi che iniziano a danneggiare il campo magnetico terrestre, causando vari tipi di calamità naturali. Ogni eroe è chiamato a dividersi in squadre di due, ciascuno portando uno dei venti dispositivi forniti da Lex Luthor, in grado di disattivare le macchine di distruzione. Il piano degli eroi riesce, ma a un caro prezzo. 
- Ascolti USA: telespettatori 2 051 000[9]